# Selenicereus vagans
A Selenicereus vagans egy rokonainál dísznövényként jelentősen ritkábban tartott epifita kaktusz.

## Elterjedése és élőhelye
Mexikó: Mazatlán környéke, az ország csendes-óceáni partvidékén, 50–2400 m tszf. magasságban.

## Jellemzői
Erősen és szabálytalanul elágazó növény, hajtásai legfeljebb 15 mm átmérőjűek, megközelítőleg 10 bordája van, areolái 15 mm távolságban fejlődnek, sok hegyes 10 mm hosszú barnás tövist hordoznak. Virágai 150 mm hosszúak és szélesek, fehérek, erősen illatosak, a külső szirmok kicsik, barnásak vagy zöldesek. A bibe zöldes, a lobusok krémszínűek. Termése 70 mm hosszú, 30–50 mm átmérőjű, rózsaszín bogyó.